# 伊德圣罗克
伊德圣罗克是法国谢尔省的一个市镇，位于该省西南部，属于圣阿芒蒙通区。该市镇总面积27.83平方公里，2009年时的人口为299人。

## 人口
伊德圣罗克（Ids-Saint-Roch）人口变化图示